# آنتون آودیف
آنتون آودیف (روسی: Антон Алексеевич Авдеев؛ زادهٔ ۸ سپتامبر ۱۹۸۶) شمشیرباز اهل روسیه است.